# Oserijati
Oserijati (latinsko: Osseriates ), domnevno ilirsko pleme, ki je prebivalo ob reki Savi blizu izliva reke Vrbas  Prebivali so med Kolapijani in Brevki in so nemara pripadali južnopanonski jezikovni skupini. Domnevno naj bi Kolapijani, Varcijani in Oserijati izhajali iz velikega plemena Brevkov, ki se je po veliki ilirski vstaji med leti 6 in 9 n.š. razcepilo na več manjših delov. Ime plemena Oserijatov je verjetno satemsko in izvira indoevropske besede *eghero (»jezero«).